# Pilea longipedunculata
Pilea longipedunculata là loài thực vật có hoa trong họ Tầm ma. Loài này được S.S. Chien & C.J. Chen miêu tả khoa học đầu tiên năm 1982.